# Jean-Marie Loret
Pour les articles homonymes, voir Loret.
Jean-Marie Loret, né le 25 mars 1918 à Seboncourt (Aisne) et mort le 14 février 1985 à Saint-Quentin (Aisne), est un Français qui affirma être le fils illégitime d’Adolf Hitler. Selon lui, sa mère aurait eu une liaison avec le jeune soldat Hitler quand, au cours de la Première Guerre mondiale, le régiment bavarois de celui-ci vint en repos dans le village de Fournes-en-Weppes (sud-ouest de Lille) alors à l'arrière du front.
La thèse, qui eut un certain écho médiatique, était défendue par l'historien allemand Werner Maser (1922-2007) qui avait émis dans les années 1960 la thèse d'un fils caché d'Adolf Hitler conçu en France durant la Première Guerre mondiale et avait ensuite, dans les années 1970, travaillé avec Jean-Marie Loret pour établir sa filiation. Cette thèse a été rejetée par ses confrères, notamment Anton Joachimsthaler (de), Timothy Ryback (en), Thomas Weber ou encore Ian Kershaw, qui jugent qu'elle est extrêmement improbable, voire qu'elle relève de la légende.

## Biographie
Jean-Marie Loret nait, sous le nom à l'état-civil de Jean ou jean-MarieLobjoie, dans les derniers mois de la Première Guerre mondiale en mars 1918 à Seboncourt, un village picard du nord du département de l'Aisne. C’est un enfant illégitime. Sa mère Charlotte Eudoxie Alida Lobjoie (1898-1951) est la fille du boucher local, Louis Joseph Alfred Lobjoie, et de son épouse Marie Flore Philomène (née Colpin). Diverses sources[Lesquelles ?] attribuent à Charlotte Lobjoie la profession de danseuse, mais il est difficile de savoir si elle l'était déjà en 1916 et 1917. Elle semble n'avoir adopté cette profession qu'après son déménagement à Paris, quelques mois après la naissance de son enfant et après le retrait des Allemands du territoire français.
Jean-Marie passe ses sept premières années chez ses grands-parents, avec lesquels Charlotte avait rompu tout contact après avoir quitté sa famille. Le 22 mai 1922, Charlotte Lobjoie épouse le lithographe Clément Loret, qui autorise le fils illégitime de sa nouvelle femme, qu'il n'a à ce moment-là encore jamais vu, à porter son nom de famille.
Après la mort de ses grands-parents maternels, respectivement en 1925 et 1926, qui, selon les déclarations de Loret, l'avaient « mal traité », sa tante Alice Lobjoie s'emploie pour faire adopter son neveu par la famille d'un riche magnat de la construction de Saint-Quentin, la famille Frizon. À partir de ce moment, le garçon fréquente deux pensionnats catholiques, d'abord à Cambrai puis à Saint-Quentin.
En 1936, Jean-Marie Loret fait son service militaire et monte en grade les années suivantes, atteignant celui de sergent-chef. Il s'enrôle dès 1939 dans les corps francs qui allaient se battre en avant de la ligne Maginot. Les mois suivants, en 1940, son unité mène un combat violent contre les troupes allemandes dans les Ardennes. Pendant l'Occupation, il est contacté par le réseau de la Résistance OCM (Organisation civile et militaire) au sein duquel il porta le pseudo de Clément. Il devient un résistant aux armées hitlériennes.
Après guerre, il travaille quelques années dans les affaires jusqu'en 1948, où il cesse ses activités pour cause d'insolvabilité.
Loret précisa qu'il savait dès son enfance être le fils d'un soldat allemand mais qu'il n'avait aucune idée de l'identité de son père. Il affirma que peu de temps avant de mourir en 1948, sa mère lui révéla que le soldat dont elle lui avait parlé aurait en fait été Adolf Hitler qu'elle aurait fréquenté entre 1914 et 1918. Loret affirma que cette annonce provoqua chez lui un grand abattement et qu'il se réfugia dans le travail pour éviter la dépression.
Dans les années 1970, alors qu’il a fondé une famille, il semble mieux accepter cette filiation (non prouvée). En 1979, il fait mener des enquêtes pour faire officialiser ce (supposé) lien de parenté. Il contacte à cette fin un avocat, Maître François Gibault, s'adjoint les services d'un historien, l'universitaire allemand Werner Maser qui avait travaillé dans les années 1960 sur une relation d'Hitler avec une Française pendant la Première Guerre mondiale, retourne sur les lieux de son enfance, interroge quelques rares témoins et diligente une série d'enquêtes qui plaideraient en faveur d'une parenté entre lui et Hitler.
En 1981, il publie un livre, Ton père s'appelait… Adolf Hitler, pour revendiquer cette filiation. Dans la préface de l'ouvrage, il écrit : « Mon père est Adolf Hitler. Croyez-le ou non, ce point est sans importance. C'est un fait gênant, paraît-il, pour un peu tout le monde. Je crois, moi, en ma filiation, parce que je crois en ma mère. » Si le livre rencontre alors peu d'échos en France, au Japon, la télévision publique recoit Loret dans ses studios et le présente comme le fils du dictateur allemand[réf. nécessaire].
La vie familiale de Jean-Marie Loret reste peu connue. Il a été marié au moins une fois et a eu neuf enfants.
Un de ses fils, Jean-Charles Loret, a accordé un entretien en février 2012 à L'Aisne nouvelle indiquant être en quête de vérité mais qu'il était difficile pour lui de remettre en cause la parole de sa grand-mère dite sur son lit de mort.

## La liaison supposée entre Adolf Hitler et Charlotte Lobjoie
Les informations sur cette liaison supposée ne viennent que de Jean-Marie Loret et de ce que sa mère lui aurait rapporté peu avant de mourir.
Dans un récit fait à Paris Match en novembre 1977, Jean-Marie Loret indique que sa mère Charlotte Lobjoie, alors jolie fille de 17 ans, quitte sa famille à Seboncourt pour se rendre chez des parents à Prémont. Ces derniers la voient fréquenter un « soldat allemand à petite moustache ».
Selon l'article du Point de 2012 s'appuyant sur l'ouvrage de Jean-Marie Loret, la rencontre se serait faite dans la commune voisine de Fournes-en-Weppes.
« Un jour, je faisais les foins, avec d'autres femmes, lorsqu'on vit un soldat allemand, installé de l'autre côté de la rue, révèle celle-ci à son fils bien des années plus tard. Il avait une sorte de carton et semblait dessiner. Toutes les femmes trouvèrent intéressant ce soldat et se montrèrent curieuses de savoir ce qu'il dessinait. Je suis désignée pour essayer de l'approcher. »
Elle indiqua qu'Hitler se montra attentif et chaleureux et ils entamèrent une relation de plusieurs semaines. Lorsque Hitler le pouvait, ils se promenaient ensemble : 
« Lorsque ton père était là - très rarement -, il aimait m'emmener dans des promenades à la campagne. Mais ces promenades se terminaient en général plutôt mal. En effet, ton père, inspiré par la nature, entreprenait un discours auquel je ne comprenais pas grand-chose. Ne pouvant s'exprimer en français, il déclamait en allemand, s'adressant à un auditoire absent. Si je parlais l'allemand, je ne pouvais le suivre, d'autant plus que l'histoire de la Prusse, de l'Autriche ou de la Bavière ne m'était pas familière, loin de là. Ma réaction mettait ton père en colère en me voyant rester de marbre à ses effets oratoires! »
Un soir de juin 1917, Hitler après avoir bu avec un camarade se fait très entreprenant auprès de Charlotte et la met enceinte.

## Non démentie par la chronologie
Adolf Hitler, engagé volontaire dans un régiment de l'armée bavaroise, se trouve dans la région de Lille dès le 23 octobre 1914. Il sert comme estafette, assurant la liaison entre l'état-major et les bataillons. Il a séjourné dans les localités de Seclin, Fournes, Wavrin, et Ardooie dans les années 1916 et 1917. Cette localisation est cohérente avec les dires de Charlotte Lobjoie.
Entre juin et août 1917, période pour la supposée procréation (Jean-Marie Loret est né en mars 1918), Hitler se trouvait bien dans la région. En mars 1917, il revient dans le Nord de la France, à Vimy, après un séjour dans un hôpital de Berlin où il a soigné une blessure à la jambe consécutive à l'explosion d'un obus quelques mois plus tôt sur le front. Il ne repartira de la région qu'en septembre 1917, pour une permission de 15 jours à Berlin.

## Les arguments de Jean-Marie Loret: pas d'infirmation mais pas de confirmation
Jean-Marie Loret travailla dans les années 1970 avec l'historien allemand Werner Maser pour étayer sa filiation. Maser, alors qu'il travaillait dans les années 1960 sur les origines du national-socialisme, indiqua avoir alors découvert qu'Adolf Hitler aurait eu une liaison avec une jeune Française entre 1916 et 1917 et que de cette liaison un enfant serait né. Par la suite, Maser s'est rendu dans le Nord de la France pour poursuivre ses recherches. C'est à la suite de ces travaux que Jean-Marie Loret l'aurait contacté en 1975. Werner Maser, dubitatif au départ, lui posa une trentaine de questions pour voir si les informations qu'il avait déjà collectées concordaient avec celles de Loret, ce qui fut le cas.
Avec l'aide de Maser, et avant de rompre avec ce dernier, Jean-Marie Loret obtient différentes études qu'il publie en annexe de son ouvrage coécrit avec l'historien local René Mathot, qui prouveraient selon lui sa filiation : 
- une « expertise en méthode d'identification par la physionomie comparative » réalisée par Élisabeth Kaiser-Lindner, qui « fit plusieurs portraits du Führer ». Elle affirma que Loret était le fils de ce dernier. Cette « expertise » s'appuie, écrit son auteur, sur le constat que « comme portraitiste de Hitler, je connaissais chaque trait de sa physionomie. Je crois qu'il n'existe personne, autant que moi, qui ait pu faire des portraits de Hitler. C'est pour cette raison que j'ai reconnu les yeux de M. Loret, car il a exactement le regard de son père » et sur un ensemble de collages de photographies des visages de Loret et de Hitler l'amenant notamment à constater que « du fait que M. Loret tourne la tête légèrement vers la droite et Hitler légèrement vers la gauche, il n'y a pas superposition absolue quant au sommet de la tête et aux cheveux, à la joue et aux oreilles, mais la vue frontale du visage coïncide absolument lors de la superposition »[11]
- des « extraits de rapport d'expertise des Drs C. Steffens et F. Vogel de l'Institut d'Anthropologie et de Génétique de l'Université de Heidelberg » signalant que Loret et Hitler ont le même groupe sanguin, A rhésus positif,
- une « étude comparative psycho-graphologique entre Adolf Hitler et Jean-Marie Loret ». Celle-ci souligne que « très peu de graphologues ont abordé l'expression du tempérament psychobiologique dans l'écriture. Il est vrai que ce que champ de recherche requiert des connaissance approfondies en psychobiologie. M. Sigurd Müller, Beratender Psychologue und Schießsachverständiger [sic], de Sarrebrück, maîtrise ces disciplines ». Au terme de divers tableaux comparatifs consacré notamment à « l'affirmation de soi », à « l'autonomie, volonté de puissance » ou à la « volonté d'expansion et de faire valoir », l'auteur conclut que « le pourcentage important de concordances (2/1) ne laisse qu'une conclusion possible : il y a chez Jean-Marie Loret une parenté étroite (de premier rang) avec Adolf Hitler[12] »

- une comparaison graphologique des écritures des deux hommes[13].

Mais si Jean-Marie Loret a avancé ces arguments pour soutenir la thèse de sa filiation et s'ils n'apportent aucune infirmation à celle-ci, leurs conclusions sont beaucoup plus prudentes ou sujettes à caution dans leur interprétation. Ainsi sur :
- L'« expertise en méthode d'identification par la physionomie comparative » qui, utilisant une « méthode [qui] apparaîtra tout à la fois inédite et surprenante quant à son application » ;

- Les « extraits de rapport d'expertise des Dr C. Steffens et F. Vogel de l'Institut d'Anthropologie et de Génétique de l'Université de Heidelberg » concluent que « M. Loret n'a pu être comparé avec sa mère et Hitler que sur 25 % environ des signes caractéristiques qui sont étudiés en règle générale pour les recherches en paternité. Cette comparaison a dû se faire d'après des photographies qui, en particulier pour la mère, ne laissaient pas entrevoir de détails anthropométriques notables. Il en résulte que l'on n'a pu aboutir ni à une constatation de ressemblance entre M. Loret et Hitler ni à un argument de poids contre une filiation possible entre les deux individus[14]. »

Le reste des arguments de Loret ne repose que sur ses dires même s'il a affirmé avoir retrouvé des témoins oculaires de la relation entre Charlotte et le soldat Hitler mais sans témoignages validés de ces derniers.
Ainsi il affirma que : 
- des officiers de l'armée allemande, lors de l'Occupation, auraient remis de l'argent en espèces à sa mère, Charlotte Lobjoie[5],[15].
- il aurait été convoqué au siège de la Gestapo à Paris pendant l'Occupation où on lui aurait posé des questions sur ses études et ses dispositions naturelles[1]. Selon Maser cela aurait été la conséquence de la visite d'Adolf Hitler dans la région juste après qu'il eut signé l'Armistice à Compiègne le 22 juin 1940[1], visite au cours de laquelle il aurait demandé à la Gestapo de se renseigner sur la famille Loret[1].
- sa mère aurait conservé des tableaux prétendument de la main d'Hitler, mais on ne sait ni combien elle en a possédé, ni s'ils étaient signés, ni ce qu'ils sont devenus. Jean-Marie Loret conservait un dessin de l'église de Fourdrain, dont le coin inférieur droit avait été déchiré par sa mère Charlotte Lobjoie[16].

Werner Maser avança des arguments supplémentaires pour appuyer cette filiation.
- Charlotte Lobjoie, qui serait devenue alcoolique avant la Seconde Guerre mondiale, aurait été soignée dans un sanatorium en Allemagne[1].
- Il a retrouvé[1] en Allemagne un portrait attribué à Hitler et qui selon lui représente Charlotte Lobjoie [5],[7], le visage dessiné ressemblant aux photos de la jeune fille à l'époque[1].

D'autres arguments ont été rapportés mais sans fondement semblent plus tenir de la rumeur : 
- Selon le registre des naissances de sa ville natale, le père de Loret était un soldat allemand non identifié de la Première Guerre mondiale.[réf. nécessaire] Le registre de Seboncourt ne mentionne ceci nullement.
- Au cours de la Seconde Guerre mondiale, Loret travailla comme chargé de mission dans la police française[réf. nécessaire] à Saint-Quentin. Il aurait obtenu qu'on lui accordât ce poste sur la demande personnelle d'Hitler, mais, jusqu'ici il semble bien qu'aucune preuve solide n'ait pu être apportée pour soutenir une telle affirmation d'autant qu'on sait qu'il s'engagea dans la Résistance. Tout aussi peu prouvées sont les allégations selon lesquelles il aurait en cette qualité collaboré avec les unités de la Gestapo stationnées en France[réf. nécessaire]. Le fait qu'après la guerre aucun procès pour collaboration n'ait jamais été intenté contre lui va manifestement à l'encontre d'une telle affirmation.

- La presse belge avait rapporté que « diverses sources » - mais sans les citer - prétendent qu'Hitler a fait détruire tous les documents concernant Loret[7].

## Les analyses ADN

### L'analyse ADN de 2009: infirme la filiation sous réserve de l'authenticité des prélèvements
En 2009, deux Belges, un journaliste, Jean-Paul Mulders, et un agent des douanes passionné d’histoire hitlérienne, Marc Vermeeren, ont mené une enquête pour retrouver l'ADN d'Hitler (en particulier le chromosome Y qui se transmet en ligne masculine) au travers de celui de ses collatéraux. Ils se rendent ainsi aux États-Unis pour récupérer de l'ADN de petits-neveux de Hitler dont le lien de parenté est, lui, avéré. Ces derniers refusant tout contact, ils arrivent à récupérer une serviette en papier que l'un d'eux a utilisée dans un fast-food. Ils se rendent également en Autriche où ils retrouvent 36 personnes ayant un lien de parenté plus ou moins lointain avec Hitler allant jusqu'à récupérer un mégot de cigarette fumée par un cousin lointain d'Hitler. En France, ils récupèrent un timbre poste d'une lettre collée par Jean-Marie Loret. De retour en Belgique, les ADN sont extraits de ces différents supports et analysés dans un laboratoire en Belgique.
Les résultats démontrent les liens de parenté entre les petits neveux d'Hitler et les « cousins » autrichiens mais établissent l'absence de lien entre l'ADN contenu dans la salive supposée de Jean-Marie Loret et celui de la famille de Hitler. Jean-Paul Mulders en conclura : « De deux choses l’une : soit il n’est pas le fils, ce que je pense. Soit ce n’est pas lui qui a léché le timbre de la lettre qu’il a envoyée. » À l’époque, les journaux belges flamand Het Laaste Nieuws et francophone Le Soir publièrent une série d’articles sur leur quête. Il apparaît alors que l'ADN commun des cousins autrichiens et américains d'Hitler relève de l'haplogroupe E1b1b, un haplogroupe que l'on trouve surtout au Maghreb, en Afrique de l'Est et au Proche-Orient. On le retrouve, à des fréquences moins importantes, en Europe du Sud, principalement en Sicile et dans les Balkans, ce qui peut s'expliquer par des migrations selon Ronny Decorte, expert en génétique à l'université Katholieke Universiteit Leuven,.
En 2012, l'historien François Delpla, même s'il juge la filiation peu probable, a affirmé que ce test ne prouvait pas que Loret n'était pas le fils d'Hitler. Il précise que seul un test ADN sur les enfants de Jean-Marie Loret permettrait de trancher la question mais ces derniers l'ont d'abord refusé avant de lancer par eux-mêmes une nouvelle procédure de tests ADN comparatifs, dont le résultat final a également permis de conclure à une absence de filiation.

### L'analyse de 2014: infirme la filiation sous réserve de vérité de l'arbre généalogique
En 2014, Philippe et Élisabeth Loret, enfants de Jean-Marie Loret, décident de faire une nouvelle analyse ADN ; ils prennent contact avec le docteur Philippe Charlier, l’un des spécialistes du génome humain et de la résolution d'énigmes historiques, qui propose de comparer leur ADN à celui de lointains cousins d’Hitler retrouvés en Autriche grâce à son arbre généalogique. L'analyse, qui a fait l'objet d'un documentaire, montre une absence de lien mais ne permet pas de préciser si l'haplogroupe identifié chez les cousins autrichiens est l'haplogroupe E1b1b trouvé lors des analyses de 2009. Philippe Loret affirme avoir toujours un doute et émet l'hypothèse, non exclue par Philippe Charlier, que l'un des pères de l'arbre généalogique ne soit pas le bon du fait d'une infidélité, d'autant que de nombreuses générations le séparent de ses supposés cousins autrichiens. Philippe Loret affirme que le doute ne sera dissipé que lorsqu'il aura pu faire analyser l'ADN d'Alois Hitler via une exhumation.

## Le point de vue des historiens: filiation improbable
L'hypothèse de cette filiation a été défendue par l'historien allemand Werner Maser.
Elle a été réfutée en particulier par son confrère Anton Joachimsthaler (de). Donald McKale relève, pour sa part, que « Maser n'avait pas de réelle documentation à l'appui de son affirmation extravagante », et, constatant que « son nationalisme apparent l'[avait alors] conduit dans une campagne visant à discréditer l'autopsie d'Hitler publiée par les Russes qui affirmaient que le Führer n'avait qu'un seul testicule », considère qu'il s'agissait en fait pour celui-ci d'un argument destiné à « prouver son point de vue selon lequel Hitler était sexuellement "normal" ».
Pour Thomas Weber, auteur d'une étude de référence sur Hitler durant la Première Guerre mondiale, « Hitler voyait d'un mauvais œil le recours aux services de prostituées ou les relations plus durables nouées avec les Françaises. L'anecdote, souvent reprise, qui lui attribue la paternité d'un enfant né pendant cette période n'est qu'une légende ». De même, François Kersaudy, renvoyant aux travaux d'Anton Joachimsthaler, rappelle que « durant ses quatre années passées au front entre 1914 et 1918, le caporal Hitler refuse catégoriquement toute relation avec des femmes belges ou françaises, ce que ses camarades de combat mettront avec indulgence et hilarité sur le compte de son intransigeance patriotique ». Kersaudy conclut qu'« il en résulte en tout cas que les élucubrations complaisamment colportées par l'historien allemand Werner Maser au sujet de Jean-Marie Loret, le "fils français d'Adolf Hitler", sont entièrement dénuées de fondement ». Le principal biographe d'Hitler dans les années 2000, Ian Kershaw, souligne également que l'attitude d'Hitler le fait qualifier de « moine » par l'un de ses camarades et juge, en note, cette théorie extrêmement improbable.
François Delpla, qui n'avait abordé la question ni dans sa biographie d'Hitler, ni dans son ouvrage sur les relations d'Hitler avec les femmes, se montre plus hésitant. Il affirme d'abord, en 2005, dans une interview au magazine Famille chrétienne, qu'« il faut prendre au sérieux le témoignage d’un certain Jean Loret, enfant naturel né en 1918 dans une zone occupée par les Allemands dans le nord de la France et à qui sa mère, au moment de mourir, va "révéler" à la fin des années 1940 que son père était un certain Adolf Hitler ». En février 2012, invité sur la chaine d'information LCI à la suite de la parution de l'article du Point, Delpla semble ne plus croire à cette thèse, mais, peu après, lors d'une interview accordée en février 2012 au magazine Les Inrocks, il se déclare moins catégorique dans ses conclusions, jugeant cette filiation non pas impossible mais très improbable. Au cours de cette interview, il signale que même Werner Maser a eu des doutes à la fin.

## Traitement médiatique de l'affaire
En 1977, Paris Match consacre un long article à Jean-Marie Loret. Des articles lui sont consacrés dans les années suivantes dans l'Aisne nouvelle et la presse belge.
En 1981, il sort son livre écrit avec un historien local, Ton père s'appelait… Adolf Hitler, pour revendiquer cette filiation mais qui a peu d'échos.
En 1985, France 3 Picardie lui consacre un reportage.
En 2009, les journaux belges flamand Het Laaste Nieuws et francophone Le Soir publièrent une série d’articles sur l'enquête d'un de leurs confrères, Jean-Paul Mulders, sur la recherche de l'ADN d'Hitler et sa filiation.
En février 2012, Jérôme Béglé publie dans le magazine Le Point un article intitulé « Le fils français caché d'Adolf Hitler », qui va agiter les médias français et certains médias étrangers.
Ainsi François Delpla constate que « Jean-Marie Loret, le fils français, caché et putatif qu’aurait conçu Hitler pendant la Première Guerre mondiale, a curieusement agité les rédactions vendredi à la suite d’un simple article du Point en ligne au sujet de ce marronnier, sans actualité particulière : encore un dérangement climatique ? Il m’a en tout cas valu une invitation au Grand Journal de LCI, propice pour montrer la couverture de mon ouvrage, qui sans cela avait peu de chances d’attirer l’attention d’une chaîne d’information continue le lendemain de sa sortie ! ».
L'article du Point a été mis en cause par d'autres médias pour son sensationnalisme, annonçant un soi-disant scoop alors que cette histoire était déjà connue depuis longtemps. L'historien François Delpla conteste aussi l'affirmation dans l'article que cette filiation était considérée comme probablement vraie au Japon ou en Allemagne. L'article avance aussi des faits non étayés comme « il est établi que, pendant l'Occupation, des officiers de la Wehrmacht apportaient des enveloppes d'argent liquide à Charlotte. »
Donald McKale à propos des travaux de Maser avait conclu que « les histoires les plus récentes sur les enfants d'Hitler nous disent aussi quelque chose de la nature humaine […] Adolf Hitler est un bon produit, le Führer fait vendre ».
En 2014, David Korn-Brzoza signe un documentaire qui retrace la vie de Jean-Marie Loret. Évoquant la quête de vérité à laquelle se livrent deux de ses enfants, Élisabeth et Philippe, ce documentaire mentionne la recherche de membres de la famille autrichienne apparentée à Hitler et les tests ADN réalisés afin d'établir si Philippe et Élisabeth sont bien les petits-enfants d'Hitler.
En 2018, la chaîne télévisée russe NTV diffuse un documentaire dans lequel Philippe Loret, le fils de Jean-Marie Loret, est interviewé. Il affirme être le petit-fils d'Hitler. Le documentaire est tourné dans son domicile, où l'on peut apercevoir des reliques nazies. Philippe Loret évoque une conspiration des Rothschild.

### Témoignages
- Jean-Marie Loret (narrateur) et René Mathot (coauteur), Ton père s'appelait... Adolf Hitler, Paris, Éditions de l'université et de l'enseignement moderne «Dossiers de l'histoire», 1981, 287 p. (OCLC 10778094)

### Travaux
- (de) Anton Joachimsthaler, Korrektur einer Biographie. Adolf Hitler, 1908-1920, Herbig, 1989, 333 p. (ISBN 978-3-7766-1575-3), p. 162-164.
- (en) Ian Kershaw, Hitler 1889-1936 : Hubris, Penguin, 2001, 880 p. (ISBN 978-0-14-013363-9), emplacements 2430 et suiv. ainsi que la note 116 emplacement 14339 sur 22288.
- (de) Werner Maser, « Adolf Hitler: Vater eines Sohnes », Zeit Geschichte,‎ février 1978, p. 173-202 (lire en ligne).
- (en) Donald M. McKale, « Hitler's Children: A Study of Postwar Mythology », The Journal of Popular Culture, vol. 15, no 1,‎ 1981, p. 46-55.
- Thomas Weber (trad. de l'anglais), La première guerre d'Hitler, Paris, Perrin, 2012, 518 p. (ISBN 978-2-262-03589-1) [EPUB]  (ISBN 978-2-262-04050-5) emplacement 3107 sur 14400.

### Autres
- Jacques de Launay & Paul de Saint Hilaire, Histoires secrètes du IIIe Reich, RTL édition, 1986,175 Pages, (pages 7 à 26, qui penchent pour une véritable filiation)